# Louis Durey
Louis Durey, född 27 maj 1888 i Paris, död 3 juli 1979 i Saint-Tropez Frankrike, fransk tonsättare. Som tonsättare var han huvudsakligen självlärd. Hörde till tonsättargruppen Les Six, men är den minst kände av "de sex".
Från mitten av 1930-talet tillhörde Durey det franska kommunistpartiet, och under den tyska ockupationen medverkade han i motståndsrörelsen. Det politiska engagemanget sätter spår i flera av Dureys senare verk.
Durey skrev bland nnat kammarmusik och en opera, l'Occation.

## Verkförteckning i urval
- Stråkkvartett nr.1 (1917)
- Le Bestiaire eller Cortège d'Orphée, op.17 (1919) för sång och piano (dikter av Guillaume Apollinaire)
- Stråkkvartett nr.2, op.19 (1919–1922)
- Chansons basques (1919) för sång och piano (dikter av Jean Cocteau)
- Concertino, op.83 (1956–1957) för piano och träblås